# Armoriale dei comuni della provincia di Siena

Stemma della Provincia di Siena

Questa pagina contiene le armi (stemmi e blasonature) dei comuni della provincia di Siena.
| Stemma                                                                                               | Comune e blasonatura | Gonfalone e bandiera             |
| --- | --- | -------------------------------- |
| Stemma nella versione sannitica                                                                      | Abbadia San Salvatore D'argento alla figura del Salvatore tenente nella mano destra una sfera azzurra fasciata d'oro all'intorno e sormontata da una croce e nella sinistra tre saette. uscente dalla cima di un castagno sradicato, al naturale. Gonfalone: Drappo di bianco |                                  |
| Stemma precedentemente in uso                                                                        | Asciano di rosso, alla branca di leone, recisa, posta in sbarra, d'oro, armata di nero, afferrante l'ascia con il manico, posto in palo, al naturale, e con il ferro d'argento, volto a sinistra, essa branca accompagnata dalla stella di sei raggi d'argento, posta nel canton destro del capo, e dalla mezzaluna montante, dello stesso, posta nel canton sinistro della punta. Ornamenti esteriori da Comune. Gonfalone: drappo di giallo con la bordatura di rosso D.P.R. dell'8 giugno 2007 Precedentemente il comune usava: Di rosso, alla branca di leone recisa movente dal cantone sinistro e impugnante un'ascia manicata al naturale. Alias: Di rosso, all'ascia posta in banda, manicata al naturale e con la lama d'argento, impugnata da una branca d'animale, recisa, d'oro. Ornamenti esteriori da Comune. Concessione stemma con D.P.R. del 12 ottobre 1953 Gonfalone: Drappo di colore rosso al palo di bianco, riccamente ornato di ricami d'argento caricato dello stemma comunale, con l'iscrizione centrata in argento: Comune di Asciano. Le parti di metallo e i cordoni saranno argentate. L'asta verticale sarà ricoperta di velluto rosso con bullette argentate poste a spirale. Nella freccia sarà rappresentato lo stemma del Comune e sul gambo inciso il nome. Cravatta e nastri tricolorati dai colori nazionali frangiati d'argento. Concessione gonfalone con D.P.R. del 5 giugno 1954 | Gonfalone precedentemente in uso |
| | Buonconvento Di rosso al leone coronato, tenente con le branche anteriori due chiavi con l'ingegno all'insù, poste in decusse, il tutto d'argento. Concessione stemma con D.P.C.M. del 15 marzo 1957 (lo stemma utilizzato dal Comune non corrisponde integralmente, nei colori, al testo del decreto) Gonfalone: Drappo di colore rosso al palo di bianco, riccamente ornato di ricami d'argento e caricato dello stemma comunale con l'iscrizione centrata in argento: Comune di Buonconvento Concessione gonfalone con D.P.R. del 3 luglio 1958 |                                  |
| | Casole d'Elsa Troncato di rosso e d'argento. Concessione stemma con D.C.G. del 24 settembre 1931 Gonfalone: Drappo partito di rosso e di argento, riccamente ornato di ricami d'argento e caricato dello stemma sopra descritto con la iscrizione centrata in argento: Comune di Casole d'Elsa. Concessione gonfalone con D.C.G. del 24 settembre 1931 |                                  |
| | Castellina in Chianti D'azzurro alla chiesa fiancheggiata da una torre aperta e finestrata di nero, sormontata da un gallo dello stesso, crestato e bargigliato di rosso, posta su campagna di verde Concessione stemma con D.C.G. del 17 ottobre 1932 Gonfalone: drappo di verde… |                                  |
| | Castelnuovo Berardenga D'azzurro al castello pentagonale con tre lati tondeggianti e due lineari su prato di verde, con ponte levatoio chiuso contenente quattro cipressi, l'antica casa comunale con due finestre ed adiacente una torre merlata alla ghibellina ed orologio a cifre romane segnante le ore 6.50 e finestrella. Stemma antico: D'azzurro al castello che racchiude quattro alberi, fondato sulla campagna, il tutto al naturale Gonfalone: Drappo di bianco… |                                  |
| | Castiglione d'Orcia Di rosso al leone d'oro, voltato, rampante su una spada, accostato dalla torre al naturale merlata alla guelfa e con porta aperta, sormontata dalla parola "libertas", il tutto su una pianura di verde al naturale. Gonfalone: Drappo di rosso… |                                  |
| Stemma in uso                                                                                        | Cetona Di rosso, al castello d'argento fondato su di un ristretto di pianura erbosa, al naturale, esso castello tondo con quattro recinti di mura, sovrapposto e merlato alla guelfa; la torre più alta aperta del campo. Motto: Orbe dignum Scitonae noscite signum. Concessione stemma con R.D. del 19 gennaio 1882 Gonfalone: Drappo di rosso… |                                  |
| | Chianciano Terme Di rosso ad una stella d'oro, raggiata di sei Concessione stemma con D.P.R. del 7 febbraio 1980 Gonfalone: Drappo partito di giallo e di rosso riccamente ornato di ricami d'argento, caricato dello stemma sopra descritto con la iscrizione centrata in argento: Comune di Chianciano Terme. Concessione gonfalone con D.P.R. del 7 febbraio 1980 |                                  |
| Stemma nella versione sannitica                                                                      | Chiusdino D'azzurro, ad un crescente montante d'argento, accantonato da quattro stelle di otto raggi d'oro. Stemma antico: D'azzurro al crescente montante d'oro, contornato da quattro stelle di sei raggi d'oro. Gonfalone: Drappo di azzurro… |                                  |
| | Chiusi Troncato di rosso e d'argento, il tutto al leone d'oro, accollato da un lambello d'azzurro a quattro pendenti bordato d'oro, posto sulla partitura. Concessione stemma con D.C.G. dell'11 agosto 1934 (il disegno non corrisponde integralmente alla blasonatura) Gonfalone: Drappo troncato di rosso e di bianco… |                                  |
| | Colle di Val d'Elsa D'argento, alla testa e collo di cavallo, di rosso, allumata di argento con la pupilla di nero. Ornamenti esteriori da Città Stemma antico: D'argento, alla testa e collo di cavallo di rosso, imbrigliato al giglio fiorentino dello stesso Gonfalone: Drappo troncato di bianco e di rosso, riccamente ornato di ricami d'oro e caricato dallo stemma sopra descritto con la iscrizione centrata in oro, recante la denominazione della Città. Le parti di metallo ed i cordoni saranno dorati. L'asta verticale sarà ricoperta di velluto dei colori del drappo, alternati, con bullette dorate poste a spirale. Nella freccia sarà rappresentato lo stemma del Comune e sul gambo inciso il nome. Cravatta con nastri tricolorati dai colori nazionali frangiati d'oro. |                                  |
| | Gaiole in Chianti D'azzurro, ai tre pini d'Italia, di verde, fustati al naturale, il pino centrale più alto e con la chioma sovrastante le chiome dei pini laterali, fruttata di due, d'oro, i pini laterali con la chioma fruttata di uno ciascuno, dello stesso, essi pini nodriti nella campagna diminuita, convessa, di verde. Ornamenti esteriori da Comune. Concessione stemma con D.P.R. del 2 ottobre 1995 Stemma antico: D'argento, al luogo selvoso al naturale Gonfalone: drappo di giallo… Gonfalone precedentemente in uso: drappo di bianco… | Gonfalone precedentemente in uso |
| | Montalcino D'argento, al monte di sei cime di rosso, sostenente un albero di verde. Alias: Sei monti rossi sorreggono un leccio Gonfalone: Drappo di bianco… |                                  |
| | Montepulciano D'argento, al grifo rampante di rosso, circondato da rami d'olivo a sinistra e di quercia a destra legati con nastrino e sormontato da corona turrita d'argento. Concessione stemma con D.C.G. del 19 marzo 1934 Gonfalone: Drappo partito d'argento al grifo di rosso, e di rosso, ornato di ricami d'argento con l'iscrizione centrata in argento. Parti metalliche e nastri argentati. Asta verticale ricoperta di velluto rosso con bullette argentate poste a spirale. Nella freccia rappresentato lo stemma comunale e sul gambo inciso il nome. Cravatta e nastri tricolorati dai colori nazionali frangiati d'argento. Concessione gonfalone con D.C.G. del 19 marzo 1934 |                                  |
| | Monteriggioni Su fondo rosso, tre torri merlate alla guelfa, la centrale aperta di nero, unite da mura racchiudenti due altre torri, la destra torricellata di un pezzo e finestrata di nero, l'altra sormontata da una guardiola merlata, nel centro una chiesa, il tutto al naturale e fondato sopra una campagna di verde. Stemma antico: Di rosso, al castello fondato sulla campagna, solcata da una strada, il tutto al naturale. Gonfalone: Drappo di rosso, riccamente ornato di ricami d'argento e caricato dello stemma del comune, con l'iscrizione centrata in argento: Comune di Monteriggioni. Concessione gonfalone con D.P.R. del 14 gennaio 1970 |                                  |
| | Monteroni d'Arbia D'argento, alle figure dei santi Giusto e Donato in paramenti sacri, moventi da una campagna di verde. Gonfalone: Drappo di azzurro… |                                  |
| | Monticiano D'azzurro, alla capra saliente, d'oro. Gonfalone: Drappo di azzurro… |                                  |
| | Murlo Di rosso, al maschio merlato e torricellato di un pezzo, posato su una campagna di verde e sostenuto da due lupi, controrampanti di nero. Concessione stemma con D.C.G. del 9 dicembre 1937 Gonfalone: Drappo di rosso… |                                  |
| | Piancastagnaio D'oro, al leone di rosso, addestrato da una pianta di castagno eradicata, al naturale. Ornamenti esteriori di Comune Alias: D'oro, al castagno sradicato, al naturale, sinistrato e sostenuto da un leone di rosso. Gonfalone: Drappo partito di giallo e di rosso ornato di ricami d'argento e caricato dello stemma comunale con l'iscrizione centrata in argento: Comune di Piancastagnaio. |                                  |
| | Pienza Di rosso, al leone d'oro coronato dello stesso, tenente una fronda di verde, al crescente di luna d'oro nel cantone destro del capo. Ornamenti esteriori di città Stemma antico: Di rosso, al leone coronato d'oro, poggiante su un ramoscello d'olivo, accostato nel cantone destro da un crescente montante d'argento. Gonfalone: Drappo rosso, caricato dello stemma descritto, sormontato dalla scritta COMUNE DI PIENZA convessa verso l'alto in argento. |                                  |
| | Poggibonsi Di rosso al leone d'oro; capo d'Angiò Concessione stemma con D.P.R. del 9 marzo 1962 Gonfalone: Drappo di colore rosso, ornato di ricami d'oro e caricato dello stemma civico con l'iscrizione centrata in oro: Città di Poggibonsi Concessione gonfalone con D.P.R. del 9 marzo 1962 |                                  |
| | Radda in Chianti D'azzurro a tre alberi di verde nodriti sulla pianura erbosa Stemma antico: D'azzurro a tre alberi d'oro nodriti sulla pianura erbosa Gonfalone: Drappo di bianco… |                                  |
| | Radicofani Di rosso al leone d'oro, tenente con le branche anteriori uno scudo troncato d'argento e di nero Gonfalone: Drappo di rosso… |                                  |
| | Radicondoli Di rosso, al leone d'oro, tenente nella branca anteriore sinistra un mazzetto di radici d'oro. Gonfalone: Drappo di rosso… |                                  |
| | Rapolano Terme Di rosso, al leone d'argento, tenente con la branca destra una rapa al naturale. Lo stemma sarà sormontato da corona formata da un cerchio di muro d'oro, aperto di quattro porte, cimato da otto merli dello stesso, uniti da muriccioli di argento. Decreto reale del 27.2.1876 e decreto Presidenziale dell'8 luglio 1949, n. 546 Gonfalone: Drappo troncato di nero e di bianco e caricato in cuore di uno scudetto formato dallo stemma sopra descritto, senza ornamenti esteriori. Concessione gonfalone con Regio lettere patenti del 15 aprile 1886 |                                  |
| | San Casciano dei Bagni D'azzurro, a tre donne nude, entro una vasca, alimentata da tre sorgenti, il tutto al naturale. Concessione stemma con D.C.G. del 17 giugno 1929 Gonfalone: Drappo di azzurro… |                                  |
| | San Gimignano Troncato di rosso e d'oro, al leone d'argento, afferrante con la zampa anteriore destra lo scudetto appuntato, di azzurro ai tre gigli bene ordinati, d'oro, sormontati dal rastrello di tre denti, di rosso. Ornamenti esteriori da Città. Gonfalone: Drappo troncato di rosso e di giallo, riccamente ornato di ricami d'oro caricato dello stemma sopra descritto con l'iscrizione centrata in oro: Città di San Gimignano. Concessione stemma e gonfalone con D.P.R. dell'8 giugno 2007 |                                  |
| | San Quirico d'Orcia Palato d'oro e di rosso di sei pezzi. Concessione stemma con D.P.R. del 24 gennaio 1962 Gonfalone: Drappo palato d'oro e di rosso di sei pezzi, riccamente ornato di ricami d'argento e caricato dello stemma Comunale con l'iscrizione centrale in argento con la dicitura COMUNE DI SAN QUIRICO D'ORCIA. Le parti di metallo ed i cordoni saranno argentati, l'asta verticale sarà ricoperta di velluto dei colori del drappo alternati con bullette argentate poste a spirale. Nella freccia sarà rappresentato lo stemma del Comune e sul gambo inciso il nome, cravatta e nastri tricolori nazionali fregiati d'argento. Concessione gonfalone con D.P.R. del 16 marzo 1962 |                                  |
| Stemma nella forma sannitica precedentemente in uso Stemma nella forma aulica precedentemente in uso | Sarteano Di rosso, al leone d'oro, tenente nelle branche una stella di sei raggi d'oro Gonfalone: Drappo partito di rosso e di giallo… | Gonfalone precedentemente in uso |
| | Siena La "Balzana", troncato d'argento e di nero · Concessione stemma con D.C.G. del 21 novembre 1934 · Gonfalone: · Drappo troncato di argento e di nero… · |                                  |
| | Sinalunga Troncato di azzurro e di rosso, alla figura di San Martino in atto di donare il mantello, movente da una pianura di verde. Gonfalone: Drappo partito di rosso e di azzurro… |                                  |
| | Sovicille D'azzurro, alla figura di San Lorenzo martire, tenente con la mano sinistra lo strumento del martirio. Gonfalone: Drappo di azzurro… |                                  |
| | Torrita di Siena Di rosso, al leone d'argento, tenente un mazzetto di spighe di grano d'oro. Gonfalone: Drappo di colore rosso, ornato di ricami d'argento e caricato dello stemma del comune con la iscrizione centrata in argento: Comune di Torrita di Siena Concessione gonfalone con D.C.G. del 31 agosto 1939 |                                  |
| | Trequanda "Di rosso, a tre calici d'oro Gonfalone: Drappo di bianco… |                                  |

## Ex comuni
| Stemma | Ex Comune e blasonatura | Gonfalone |
| ------ | --- | --------- |
|        | San Giovanni d'Asso (dal 2017 annesso al comune di Montalcino) D'azzurro, alla figura di San Giovanni Battista, accompagnata da due palme al naturale, moventi da una pianura di verde Gonfalone: Drappo di azzurro… |           |